# ネネツ語
ネネツ語（ネネツご、ユラク語とも呼ばれた）は、ロシア北部のネネツ人が話す言語である。「森林ネネツ語」と「ツンドラネネツ語」に分けられる。この2つはよく同じ言語の方言として扱われるが、それらは全く違う言語で相互理解可能性も非常に低い。その2つのうち話者人口が多いのはツンドラネネツ語で、約3万人から4万人。カニン半島からエニセイ川の辺りに分布している。森林ネネツ語の話者人口は1,000人から1,500人ほどで、アガン川、プル川、リャミン川、ナディム川の周辺に分布している。
ネネツ語は、ウラル語族に分類され、いくつかのヨーロッパの国家言語（すなわち、フィンランド語やエストニア語、ハンガリー語など）や他のロシアの少数言語と遠い親戚関係にある。2種のネネツ語はともにロシア語に大いに影響を受けており、またロシア語ほどではないが、コミ語やハンティ語からの影響も見られる。ツンドラ・ネネツ語は、先住民の言語で少数言語であるにもかかわらず、しっかりと記録がされており、1930年代にさかのぼる文学の伝統も持っている。一方、森林ネネツ語が初めて書かれたのは1990年代であり、とても小規模である。
英語の「parka」はネネツ語から来ており、パーカは、彼らの伝統的な衣装である動物の毛皮などから作った長いフード付きの上着であった。

## ネネツ語共通の特徴
ネネツ語の特徴は、ほとんど全ての子音において組織的な口蓋化が起こることである。これは原始サモエード諸語の、異なる母音の特性の間にある著しい差異から起こる。
- *Cä, *Ca → *Cʲa, *Ca
- *Ce, *Cë → *Cʲe, *Ce
- *Ci, *Cï → *Cʲi, *Ci
- *Cö, *Co → *Cʲo, *Co
- *Cü, *Cu → *Cʲu, *Cu

軟口蓋音の *k と *ŋ はさらに、口蓋化した時に *sʲ と *nʲ に変わる。
ツンドラ地域で話される他のサモエード諸語（エネツ語、ガナサン語、そして消滅言語のユラツ語）でも同じような変化が発生する。

## ツンドラネネツ語と森林ネネツ語の違い
ツンドラネネツ語は、森林ネネツ語よりも初期のネネツ語の形が残っている。また、その音韻体系は東ハンティ方言の影響を受けているが、以下のような、変化も見られている。
- ツンドラネネツ語:
  - 非唇音化 /wʲ/ → /j/
  - 頭文字の子音弱化 /k/ → /x/
  - 単純化 /ʔk/ → /k/
- 森林ネネツ語:
  - 頭文字の /s/ → /x/
  - 中間の音の非鼻音化 /nʲ/ → /j/
  - R音の側面摩擦音への変化: /r/, /rʲ/ → /ɬ/, /ɬʲ/
  - 長子音の鼻音を短くする
  - 長子音の音割れ /lː/ → /nɬ/
  - 母音変化（英語版）があるため、口蓋化した軟口蓋音が音素に分解される /kʲ/, /xʲ/, /ŋʲ/
  - 狭母音をもつ音節に先行する非狭母音の上昇
  - 強勢がおかれない音節で、母音の区別が無くなる
  - /a/ と /æ/ には、長短の大きな差異がある。